# يوهان بيرينجر
يوهان بيرينجر (بالألمانية: Johann Beringer)‏ (و. 1667 – 1738 م) هو طبيب، وفيلسوف، وأستاذ جامعي، وإحاثي ألماني، ولد في فورتسبورغ، توفي في فورتسبورغ، عن عمر يناهز 71 عاماً.